# Listă de poeți: R
A - Ă - B - C - D - E - F - G - H - I - Î - J - K - L - M - N - O - P - Q - R - S - Ș - T - Ț - U - V - W - X - Y - Z

### R

#### Ra-Re
- Dalia Rabikovich, (născut în 1936)
- Kathleen Raine, (1908-2003)
- Meta Rainer, (născut în 1904)
- Carl Rakosi
- Dudley Randall
- Thomas Randolph, (1605-1635)
- John Crowe Ransom, (1888-1974)
- Tom Raworth
- David Ray
- Man Ray, (1890-1976), (Dada)
- Wayne Ray, 1950 -
- Byron H. Reece
- Henry Reed, (1914-1986)
- Ishmael Reed
- R.D. Reeve
- Christopher Reid
- Erich Maria Remarque, (1898-1970), romancier, autor al romanului Im Westen nichts Neues, sau Pe frontul de vest nimic nou (1929)
- Naomi Replansky
- Ivan Resman, (1848-1905)
- Kenneth Rexroth
- Charles Reznikoff

#### Ri
- Carles Riba
- Stan Rice, (1943-2002), poet și artist
- Adrienne Rich
- Lola Ridge, (1873-1941)
- Laura Riding, (1901-1981)
- Anne Ridler
- James Whitcomb Riley, (1853-1916)
- Rainer Maria Rilke, (1875-1926)
- Arthur Rimbaud, (1854-1891), poet simbolist

#### Ro
- Michele Roberts
- Edwin Arlington Robinson, (1869-1935)
- Mary Robinson, (1990-1997), poetă irlandeză
- Georges Rodenbach, poet și romancier simbolist
- John Wilmot, Earl de Rochester, (1647-1680)
- Carolyn M. Rodgers
- Theodore Roethke, (1908-1963)
- Pierre de Ronsard, (1524-1585)
- Peter Rosegger, (mort 1918)
- Franklin Rosemont, (născut în 1943)
- Penelope Rosemont
- Isaac Rosenberg, (1890-1918)
- Dante Gabriel Rossetti, (1828-1882),
- Christina Rossetti, (1830-1894),
- Braco Rotar
- Nicholas Rowe
- Richard Rowlands, (1565-1630)
- Andrej Rozman Roza,
- Tadeusz Rozewicz
- Gregor Rozman

#### Ru
- Friedrich Rückert
- Sarah Ruden
- Muriel Rukeyser, (1913-1980)
- Johan Ludvig Runeberg, (1804-1877)